# Metin Türel
İbrahim Metin Türel (* 13. September 1937 in Istanbul; † 17. November 2018 ebenda) war ein türkischer Fußballtorwart und -trainer.

## Karriere

### Sportliche Karriere
Metin Türel begann seine Karriere bei Galatasaray Istanbul. Für die Gelb-Roten kam er nicht zum Einsatz. Es folgten Engagements bei PTT, İstanbulspor, Vefa Istanbul und Afyonspor.

### Trainerkarriere
Türels erste Tätigkeit als Trainer war im Jahr 1969 bei Vefa Istanbul. Er wurde dort Nachfolger von Cihat Arman. Sie beendeten die Saison 1968/69 auf dem 13. Platz. In der Spielzeit 1969/70 wurde Türel nach einem Unentschieden und vier Niederlagen entlassen. Eine Saison später wurde er zum 6. Spieltag als Trainer von Vefa wieder angeheuert. Im Sommer 1971 verließ er Vefa Istanbul.
Im Sommer 1973 wurde Türel neuer Trainer von Beşiktaş Istanbul. In seinem ersten Jahr mit den Schwarz-Weißen wurde Türel Vizemeister. Er gewann mit seiner Mannschaft danach sowohl den Başbakanlık Kupası als auch den Cumhurbaşkanlığı Kupası. Für Türel waren es die ersten beiden Titel seiner Karriere. Im November 1974 wurde Türel unerwartet entlassen. Von Februar 1977 bis Oktober 1979 war der ehemalige Torwart Cheftrainer der Türkei.
Im Sommer 1980 kam Türel ein zweites Mal zu Beşiktaş Istanbul. Nach vier Spieltagen wurde ihm gekündigt und er wurde durch Enver Katip ersetzt. Danach folgten Zonguldakspor und Fatih Karagümrük SK. Den nächsten Erfolg erlangte Türel in der Saison 1986/87 mit Gençlerbirliği Ankara. Sie besiegten im türkischen Pokal Eskişehirspor. Es sollte zugleich auch sein letzter Titel als Trainer sein.
Metin Türel wurde danach Trainer bei Trabzonspor, Adana Demirspor, Saudi-Arabien, Ruanda, Antalyaspor, Samsunspor und İstanbulspor.

## Erfolge
Als Trainer
Beşiktaş Istanbul
- Başbakanlık Kupası: 1974
- Cumhurbaşkanlığı Kupası: 1974

Gençlerbirliği Ankara
- Türkischer Fußballpokal: 1987